# Phylloscopus borealis

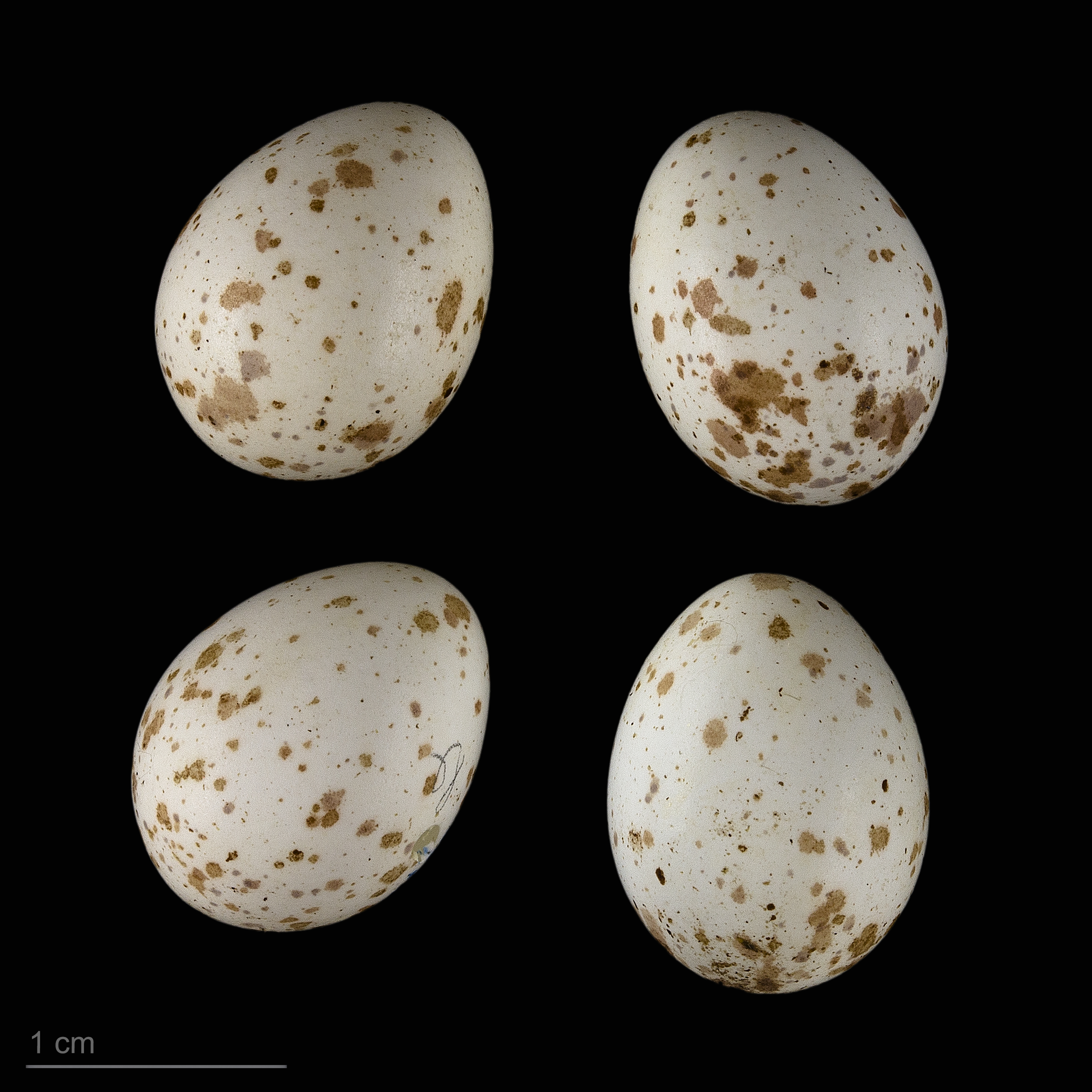
Phylloscopus borealis - MHNT

El mosquitero boreal (Phylloscopus borealis) es una especie de ave paseriforme de la familia Phylloscopidae propia de Eurasia. Está ampliamente distribuido en bosques de abedules o mixtos cerca del agua, donde se reproduce en Fenoscandia y el norte de Asia. Esta especie es migratoria, y la población entera pasa el invierno en el sudeste asiático. Este mosquitero se ha establecido en Norteamérica y su reproducción se da en Alaska. Es por esto que realiza una de las migraciones más largas para un pájaro insectívoro de Eurasia.
Tradicionalmente incluía poblaciones que se apareaban en Kamchatka, las Islas Kuril y Japón, pero la evidencia vocal y genética sugieren sólidamente que estas deben considerarse especies separadas: P. examinandus en Kamchatka, Hokkaido y las Islas Kuril y P. xanthodryas en Japón (excepto en Hokkaido). Su nido se localiza en el suelo, entre arbustos bajos. Como la mayoría de los mosquiteros del Viejo Mundo, este paseriforme es insectívoro.
Es un típico mosquitero en su apariencia, con un plumaje verde grisáceo en las partes superiores y en las bajas, un color blanco. Sus alas simples lo distinguen de otras especies similares, excepto de Phylloscopus trochiloides. Es de mayor tamaño que esta especie u posee un pico más pesado e incisivo, con un poco de negro sobre la mandíbula inferior. Su canto es un gorjeo rápido. Esta especie es divagante en otoño en el oeste de Europa y se la encuentra en cierta época del año en Gran Bretaña.